# Johann Vogel
Johann Vogel (Genf, 1977. március 8. –) svájci labdarúgó. 32 évesen vonult vissza az aktív labdarúgástól, 1995. és 2007. között 94 alkalommal szerepelt a svájci labdarúgó válogatottban.

## Sikerei, díjai

### Csapattal
```
Grasshopper Club Zürich
```

- Svájci bajnok: 1994-95, 1995–96, 1997-98
- Svájci Kupa-győztes: 1994

```
PSV Eindhoven
```

- Holland bajnok: 1999-00, 2000–01, 2002-03, 2004-05
- Holland labdarúgókupa-győztes: 2004-05
- Holland Szuperkupa-győztes: 2000, 2001, 2003

Egyénileg
- Holland Aranycipő-győztes: 2001

## Külső hivatkozások
- Johann Vogel pályafutásának statisztikái a Soccerbase oldalon (angolul)

- Hivatalos weboldal (németül) (franciául)
- La Liga statisztika (spanyolul)

| Előző Jerzy Dudek | Holland Aranycipő-győztes 2001 | Következő Cristian Chivu |